# Institut national des langues et civilisations orientales

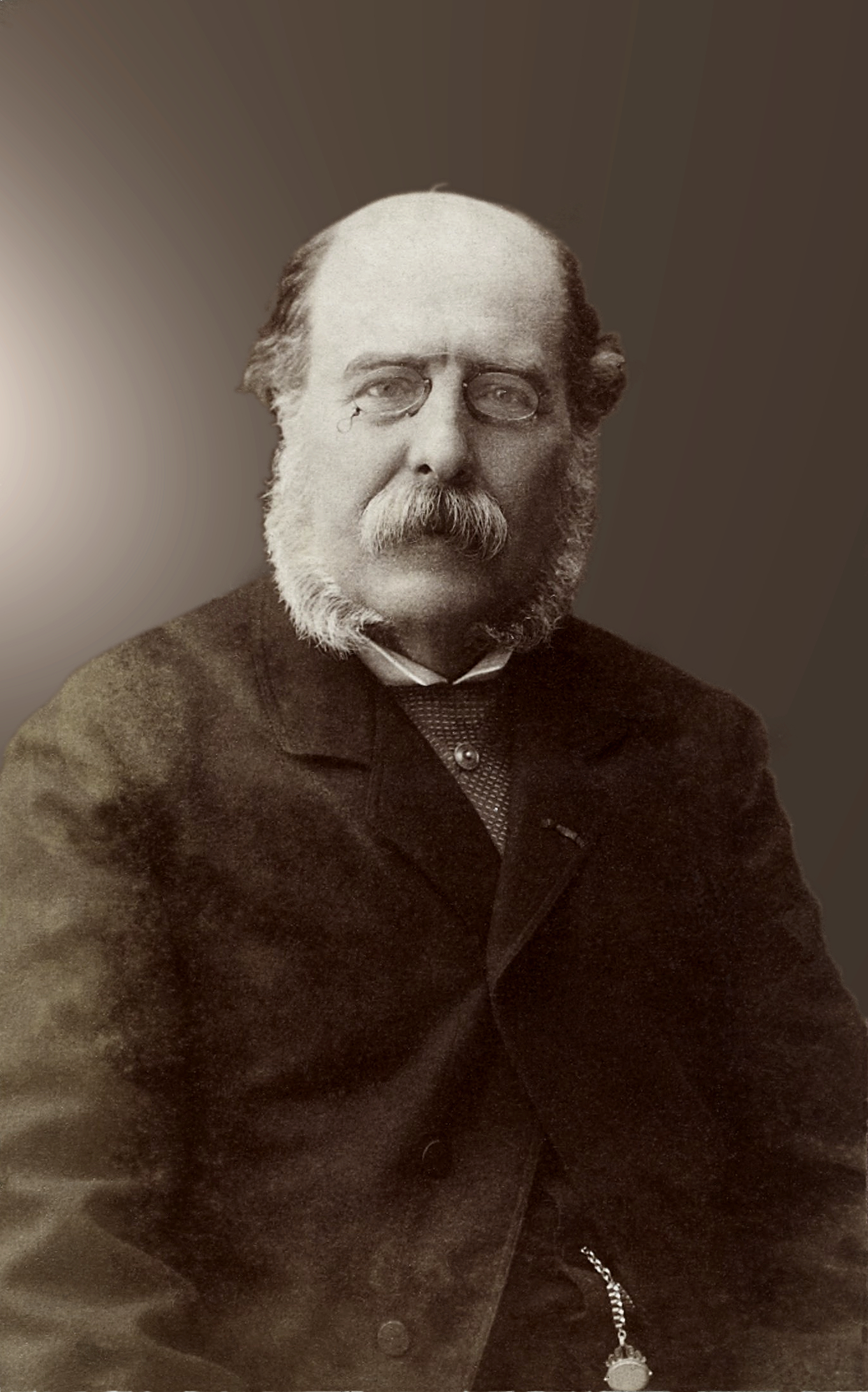
Charles Barbier de Meynard, que ensinou turco e árabe no final do século XIX

O Instituto nacional de línguas e civilizações orientais (francês: Institut national des langues et civilisations orientales) é uma instituição de ensino e pesquisa francesa, criada em 1795, que ensina idiomas que abrangem a Europa Central, África, Ásia, América e Oceania. É frequentemente chamado informalmente de Langues O' (pronunciado [lɑ̃ɡ.z‿o], uma abreviação de langues orientales) ou mais recentemente pela sigla Inalco.
Langues O' é o nome dado por gerações de estudantes à escola das línguas orientais de Paris, existente desde 1795 como École spéciale des Langues orientales, e que recebeu seu nome atual em 1971. Entre os estudantes, existem professores, pesquisadores, linguistas e diplomatas.
Desde 2011, a sede da INALCO está localizada no coração do Nouveau quartier latin, no Pôle des langues et civilizations, 65 rue des Grands-Moulins, no 13.º arrondissement de Paris.

## História

### Das origens (1669) até 1914
O ensino de línguas e civilizações orientais na França remonta à criação do Collège de France por iniciativa de Guillaume Budé. O interesse dos humanistas pelas línguas antigas foi redobrado pela necessidade dos orientalistas pela diplomacia de Francisco I. A partir deste momento, é dada uma educação especializada neste contexto.
A escola especial para as línguas orientais foi criada, notadamente sob o ímpeto de Lakanal, pela Convenção Nacional (decreto-lei de 10 anos germinais III/30 de março de 1795). Abriu suas portas nas dependências da Biblioteca Nacional de Paris, na rue Neuve-des-Petits-Champs, com a missão de ensinar as línguas orientais modernas "de reconhecida utilidade para a política e o comércio". As primeiras línguas ensinadas foram árabe "literário e vulgar", turco e tártaro da Crimeia, persa e malaio. Cresceu constantemente durante o século XIX, adicionando novas línguas e fundindo-se com a École des jeune de langues criada por Colbert em 1669 para treinar intérpretes para as línguas do Levante. Em 1874, a escola mudou-se para uma mansão localizada na esquina da rue des Saints-Pères e rue de Lille.

### De 1914 a 1984

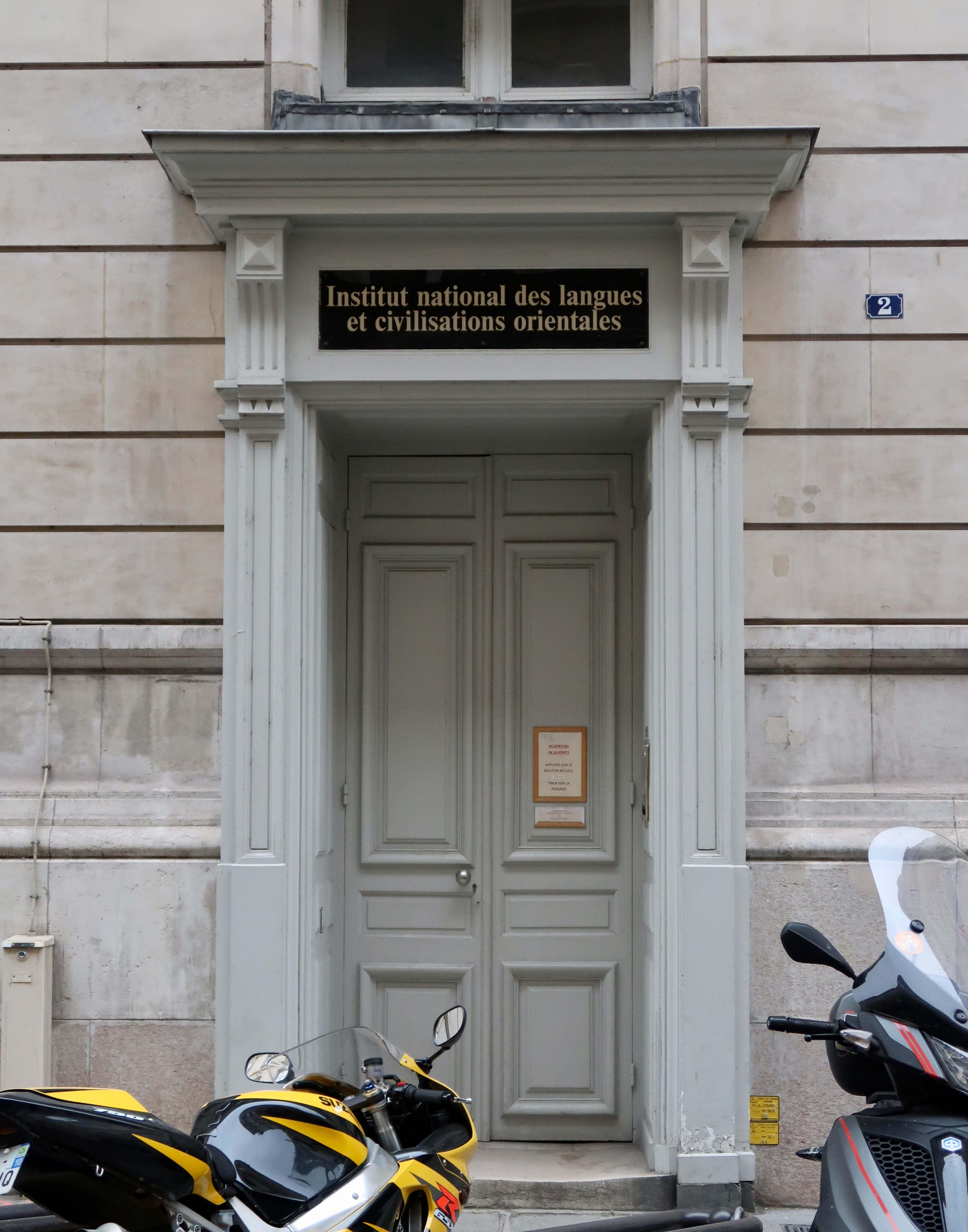
2 rue de Lille (Paris)

Em 1914, a escola tornou-se École nationale des Langues orientales vivantes (ENLOV) e recebeu um status especial que permaneceu em vigor até 1968, quando o movimento estudantil levou a integrar o estabelecimento no setor universitário como Centre universitaire des langues orientales vivantes, que não manteve esse nome por muito tempo e tornou-se por decreto de 3 de fevereiro de 1971 o Institut national des langues et civilisations orientales, anexado até 1984 à Université Sorbonne Nouvelle - Paris III.
Os vários departamentos da 2 rue de Lille são então dispersos temporariamente em vários centros universitários periféricos: Dauphine, Asnières, Clichy ou em instalações alugadas em Paris: Quai Voltaire, rue Censier, rue Broca, rue Riquet. Novos idiomas são adicionados aos outros e as atividades de pesquisa desenvolvidas. Os departamentos interdisciplinares se multiplicam, como o centre de préparation aux échanges internationaux, voltado para o comércio internacional, o curso de hautes études internationales (HEI, dedicado principalmente à preparação aos concursos do Ministério dos Negócios Estrangeiros francês), o curso de comunicação e treinamento intercultural, o processamento automático idiomas e engenharia multilíngue, etc.
Nos anos 1972-1975, o reagrupamento em um único local (Cergy-Pontoise, Marne-la-Vallée) e a transformação prevista do instituto em uma universidade internacional de linguagem e comunicação (UNILCO) não tiveram êxito, apesar da aspecto do projeto defendido por René Sieffert e François de Labriolle.

### De 1985 a 2011
Desde 1985, o INALCO tem o status de um grand établissement (como a Sciences Po, por exemplo). Nos anos 90, outros projetos de reagrupamento não tiveram êxito (o mais avançado foi na École normale supérieure de jeunes filles, do boulevard Jourdan).
De 1996 a 2011, o logotipo do estabelecimento consistia na inscrição Langues O' acima da sigla INALCO e na parte superior de um globo terrestre; às vezes havia um logotipo mais antigo que consistia em um pássaro e uma cobra (emprestada do catavento na 2 rue de Lille). Na praça Tolbiac de Paris Rive Gauche, em um terreno localizado ao sul da futura avenida da França, entre as ruas Chevaleret, Cantagrel e Grands Moulins, foi estabelecido o INALCO, com a Bibliothèque universitaire des langues et civilisations (BULAC), como parte de um "pólo das línguas e civilizações mundiais". A escolha arquitetônica foi feita no início de 2005 em favor do Ateliers Lion.

### 2011 até ao presente
Por muito tempo dispersos em vários pólos, as novas instalações administrativas e de ensino agora reúnem a maior parte do treinamento da Inalco no século XIII sobre o novo Pôle des langues et civilisations, com a Bibliothèque universitaire des langues et civilisations (BULAC), e perto de Paris 7 e Paris 6. Portanto, o estabelecimento faz parte de um desejo recente de reunir universidades para afirmar suas habilidades no cenário universitário internacional, ingressando na Sorbonne Paris Cité. O instituto é um dos fundadores do Nouveau quartier latin.

## Datas principais
- 1669 Jean-Baptiste Colbert funda a escola de idiomas École des jeunes de langues
- 1795 É criada a École spéciale des langues orientales (Escola Especial de Línguas Orientais)
- 1873 As duas escolas se fundem
- 1914 A escola é renomeada como École nationale des langues orientales vivantes (ENLOV).
- 1971 A escola é renomeada para Institut national des langues et civilizations orientales ou Inalco (Instituto Nacional de Línguas e Civilizações Orientais)
- 1982 É publicada a revista Études Océan Indien (Estudos do Oceano Índico); ISSN 0246-0092
- 1985 A Inalco é reconhecida como um grande établissement, a marca das instituições de ensino superior e pesquisa mais prestigiadas da França
- 2010 Inalco torna-se membro fundador da Sorbonne Paris Cité
- 2011 A Inalco centraliza todos os seus cursos ministrados sob o mesmo teto na 65 rue des Grands Moulins em Paris[3]

## Estudos

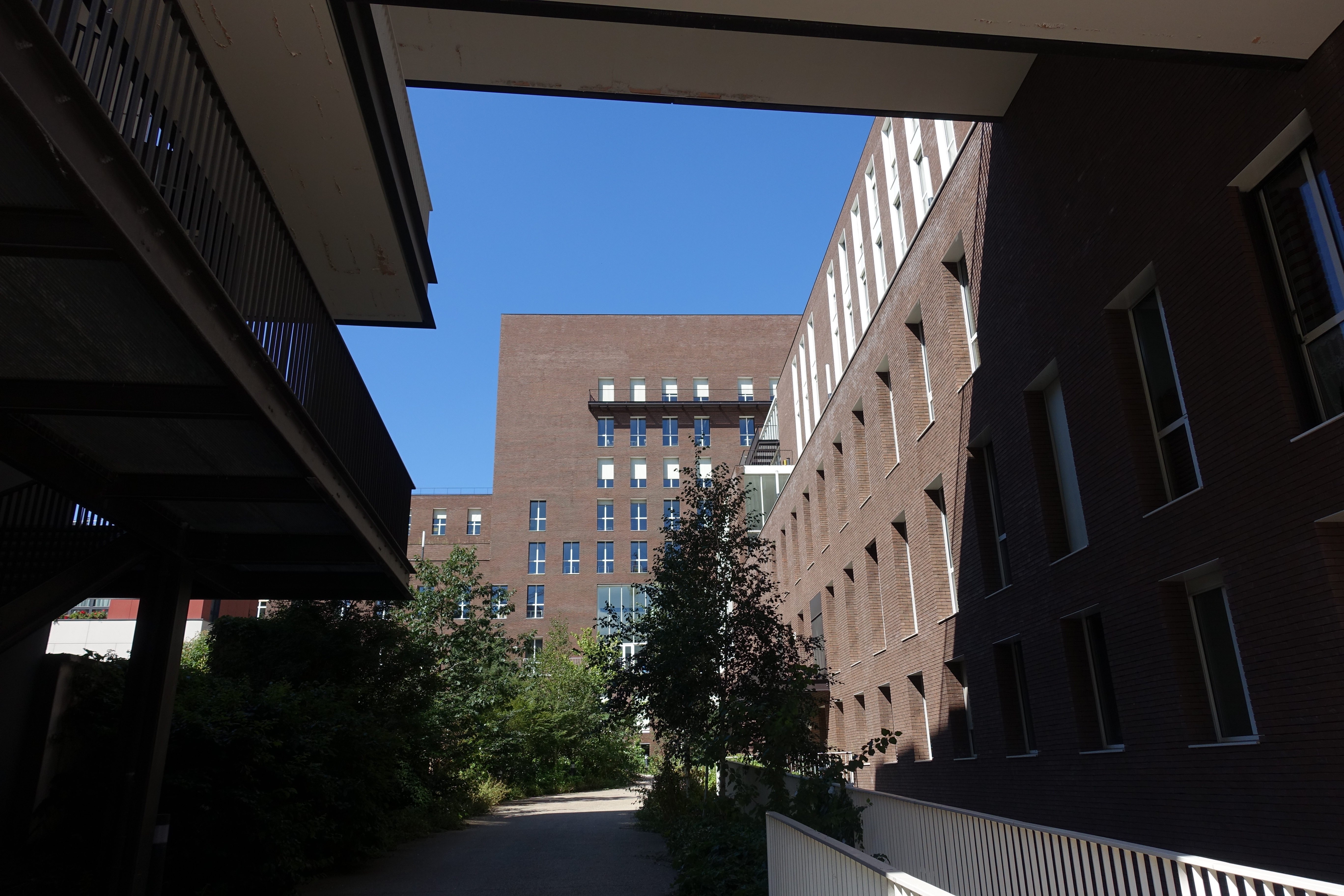
Campus do INALCO no Nouveau quartier latin

Os cursos de graduação, pós-graduação e educação continuada oferecidos na Inalco permitem que os alunos obtenham
- domínio de um idioma e um conhecimento profundo da civilização correspondente ao longo de um programa de graduação;
- conhecimentos específicos para complementar outras qualificações.

Esses cursos levam a carreiras em negócios internacionais, relações internacionais, comunicação e treinamento intercultural, ensino de idiomas e computação multilíngue.
- Bacharelado: cursos por idioma e região que podem incluir uma especialização profissional.
- Mestrado: programas regionais voltados para uma disciplina de pesquisa ou direção profissional.
- Doutorado: pesquisa de doutorado na Escola de Doutorado da Inalco.
- Diplomas: certificados, diplomas introdutórios, diplomas de idioma e civilização, mestrado profissional.

## Dificuldade dos programas
A INALCO é considerada a instituição mais difícil para aprender línguas orientais na França. Embora o Instituto não faça nenhuma seleção por exame, as taxas de reprovação endêmicas a cada ano mostram a dificuldade da maioria dos programas. As taxas de reprovação são particularmente significativas entre os estudantes que estudam japonês, chinês, russo e árabe, historicamente os maiores departamentos.
Abaixo está uma tabela com números aproximados de alunos, números de alunos bem-sucedidos e taxas de reprovação no primeiro, segundo e terceiro ano do Departamento de Estudos Japoneses.
| Nível        | Número total | Alunos com sucesso | Taxas de reprovação |
| ------------ | ------------ | ------------------ | ------------------- |
| Primeiro ano | 650          | 250                | 66,66%              |
| Segundo ano  | 300          | 120                | 60%                 |
| Terceiro ano | 150          | 110                | 26,66%              |

## Pesquisa
A pesquisa na Inalco combina estudos da área e campos acadêmicos. Os pesquisadores estudam línguas e civilizações que estão cada vez mais em destaque - África, Oriente Médio, Ásia e até o Ártico - e são centrais para as principais questões do século XXI. Quatorze equipes de pesquisa, muitas vezes em parceria com outras organizações de pesquisa, programas de doutorado e um serviço de publicação, formam a espinha dorsal da pesquisa na Inalco. A Inalco também possui um serviço de gerenciamento de projetos e transferência de conhecimento.
As equipes de pesquisa, os departamentos de administração e a escola de doutorado estão alojadas em um prédio dedicado exclusivamente à pesquisa, com acesso a uma ampla gama de funções de apoio: assistência na preparação de propostas de pesquisa e pedidos de subsídios, organização de eventos científicos, busca de parcerias e financiamento, apoio à publicação, financiamento interno e comunicação.
- 270 membros do corpo docente
- 300 estudantes de doutorado
- 14 equipes de pesquisa
- 100 eventos científicos por ano

## Presidentes (de 1914 a 1969, administradores)
| datas      | Nome                            | Disciplina                    | Comentários                                           |
| ---------- | ------------------------------- | ----------------------------- | ----------------------------------------------------- |
| 1796-1824  | Louis-Mathieu Langlès           | Persa                         | Morreu em 1824                                        |
| 1824-1838  | Antoine-Isaac Silvestre de Sacy | Árabe                         | Morreu em 1838                                        |
| 1838-1847  | Pierre Amédée Jaubert           | Turco                         | Intérprete militar durante a campanha egípcia de 1798 |
| 1847-1864  | Carl Benedict Hase              | Grego moderno                 | Morreu em 1864                                        |
| 1864-1867  | Joseph Toussaint Reinaud        | Árabe                         | Morreu em 1867                                        |
| 1867-1898  | Charles Schefer                 | Persa                         | Morreu em 1898                                        |
| 1898-1908  | Charles Barbier de Meynard      | Turco, persa                  | Morreu em 1908                                        |
| 1908–1936  | Paul Boyer                      | Russo                         | Morreu em 1949                                        |
| 1936-1937  | Mario Roques                    | Romeno                        | Morreu em 1961                                        |
| 1937-1948  | Jean Deny                       | Turco                         | Morreu em 1963                                        |
| 1948–1958  | Henri Massé                     | Persa                         | Morreu em 1969                                        |
| 1958-1969  | André Mirambel                  | Grego moderno                 | Morreu em 1970                                        |
| 1969-1971  | André Guimbretière              | Hindi                         | Morreu                                                |
| 1971-1976  | René Sieffert                   | Japonês                       | Morreu em 2004                                        |
| 1976-1986  | Henri Martin de Bastide d'Hust  | Civilização do Oriente Médio  | Morreu em 1986                                        |
| 1986-1993  | François Champagne de Labriolle | Russo                         | Vice-presidente de 1971 a 1986                        |
| 1993-2001  | André Bourgey                   | Civilização do Oriente Médio  |                                                       |
| 2001-2005  | Gilles Delouche                 | Tailandês (siamês)            |                                                       |
| 2005-2013  | Jacques Legrand                 | Mongol                        |                                                       |
| 2013-2019  | Manuelle Franck                 | Geografia do Sudeste Asiático | Vice-presidente de 2007 a 2013                        |
| Desde 2019 | Jean-François Huchet            | Economia da Ásia Oriental     | Vice-presidente de 2013 a 2019                        |

## Internacional
A Inalco conduz projetos de pesquisa em mais de cem países e oferece programas conjuntos com universidades estrangeiras. Isso permite que os alunos da Inalco e os estudantes de parceiros internacionais complementem seus estudos com uma experiência de imersão. A Inalco oferece cursos à distância por videoconferência e conteúdo de aprendizado on-line: inuktitut (idioma inuit), estoniano e, em breve, suaíli (idioma africano).
A Inalco é um membro ativo da Sorbonne Paris Cité, com 120 000 estudantes, 8 500 docentes e 6 000 funcionários técnicos e administrativos. Agências foram abertas em Cingapura, Buenos Aires e São Paulo.
A fundação se esforça para desenvolver a preservação, estudo, transmissão, desenvolvimento e interação de idiomas e culturas na França e em todo o mundo, com projetos que envolvem a experiência do Instituto: educação, pesquisa, aprimoramento de conhecimentos e habilidades em um mundo globalizado.
Mais de 120 nacionalidades são representadas por professores e alunos da Inalco. O Instituto, juntamente com seus professores, alunos e parceiros, organiza mais de cem eventos culturais por ano. A Inalco também participa de vários festivais internacionais de cinema e faz todos os esforços para compartilhar seu conhecimento e experiência com a sociedade.

## Professores e ex-alunos notáveis
- Doris Bensimon
- Luce Boulnois
- Louis-Jacques Bresnier
- Marianne Bastid-Bruguière
- Auguste Carrière
- Léon Damas
- Luc-Willy Deheuvels
- Edgar Faure
- François Godement
- Heinrich Leberecht Fleischer
- Henrik, Prince Consort of Denmark
- Princess Maria Laura of Belgium, Archduchess of Austria-Este
- Iaroslav Lebedynsky
- Pierre Messmer
- Jean-Jacques Origas
- Trinidad Pardo de Tavera
- Patrick Poivre d'Arvor
- Dagpo Rinpoche
- Olivier Roy
- Léopold de Saussure
- Aurélien Sauvageot
- Johann Gustav Stickel
- Princess Fawzia-Latifa of Egypt